# Gradska arena Zenica
Gradska Arena "Husejin Smajlović" (ranije: Gradska arena Zenica) jeste višenamjenska dvorana u bosanskohercegovačkom gradu Zenici. Najčešće se koristi za športske događaje, ali se u njoj održavaju i koncerti.
Nalazi se u ŠRC Kamberovića polje, gdje se nalazi i istoimeni stadion.

## Povijest
Izgradnja arene započela je u veljači 2007., a završena (otvorena) je dvije godine kasnije, točnije 20. ožujka 2009., na Dan grada Zenice.
Ukupna cijena izgradnje ove arene bila je oko 36 milijuna konvertibilnih maraka, koje su izdvojene iz gradskog proračuna.

### Otvorenje
Gradska arena Zenica otvorena je 20. ožujka 2009., uz prigodnu manifestaciju i defile zeničkih športaša, pri čemu je otvoreno 14. po redu "Zeničko proljeće". Na svečanosti otvaranja arene prisutni su bili: federalni premijer Nedžad Branković, župan zeničko-dobojske županije Miralem Galijašević, delegacije bratskih gradova Zenice iz Švedske, Njemačke i Mađarske, predstavnici diplomatskog zbora, te brojni drugi uzvanici države, Federacije Bosne i Hercegovine i općina, Olimpijskog odbora Bosne i Hercegovine, te strukovnih športskih saveza, kao i drugi istaknuti ljudi iz javnog života. 
Iste noći održan je koncert bosanskohercegovačkog pjevača Dine Merlina.

## Promjena naziva
Vlasti su svibnja 2017. nadglasavanjem odlučile da arena promijeni naziv iz Arena Zenica u Gradska Arena "Husejin Smajlović", eponimno po bivšem dugogodišnjem (2004–2016) načelniku Husejinu Smajloviću. Donesena odluka je bila kontroverzna iz više razloga, a najznačajniji je što je objekt sekularne namjene (uključujući muzičke manifestacije, alkohol itd.) a Smajlović je bio musliman; promjena naziva nije zaživjela u praksi – pokušaj stavljanja table s novim imenom nije uspio, glazbenici i dalje navode da nastupaju u Areni Zenica iz menadžerskih razloga simpliciteta naziva i neutralnosti, a kao Zeničku arenu (ili samo Arenu) i dalje je spominje većina građana u slobodnom govorenju.

## Vanjske poveznice
- Službene stranice (boš.)